# 599 до н. е.

## Події
- Вавилонія: початок військової кампанії проти Юдейського царства. У грудні передові загони вавилонян з'явились в Заріччі.

### Астрономічні явища
- 6 березня. Кільцеподібне сонячне затемнення.[1]
- 30 серпня. Гібридне сонячне затемнення.[1]

## Народились
- за традицією Магавіра, засновник джайнізму